# Sugrör

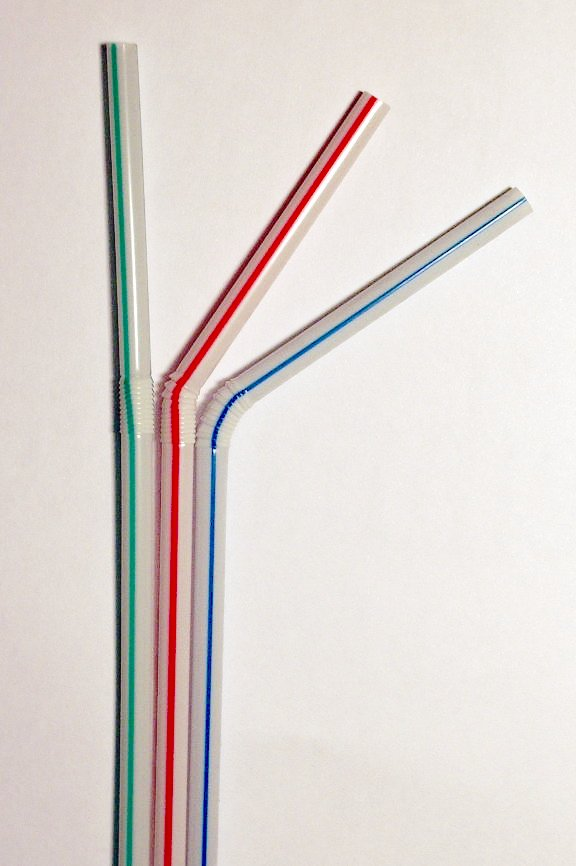
Böjbara sugrör

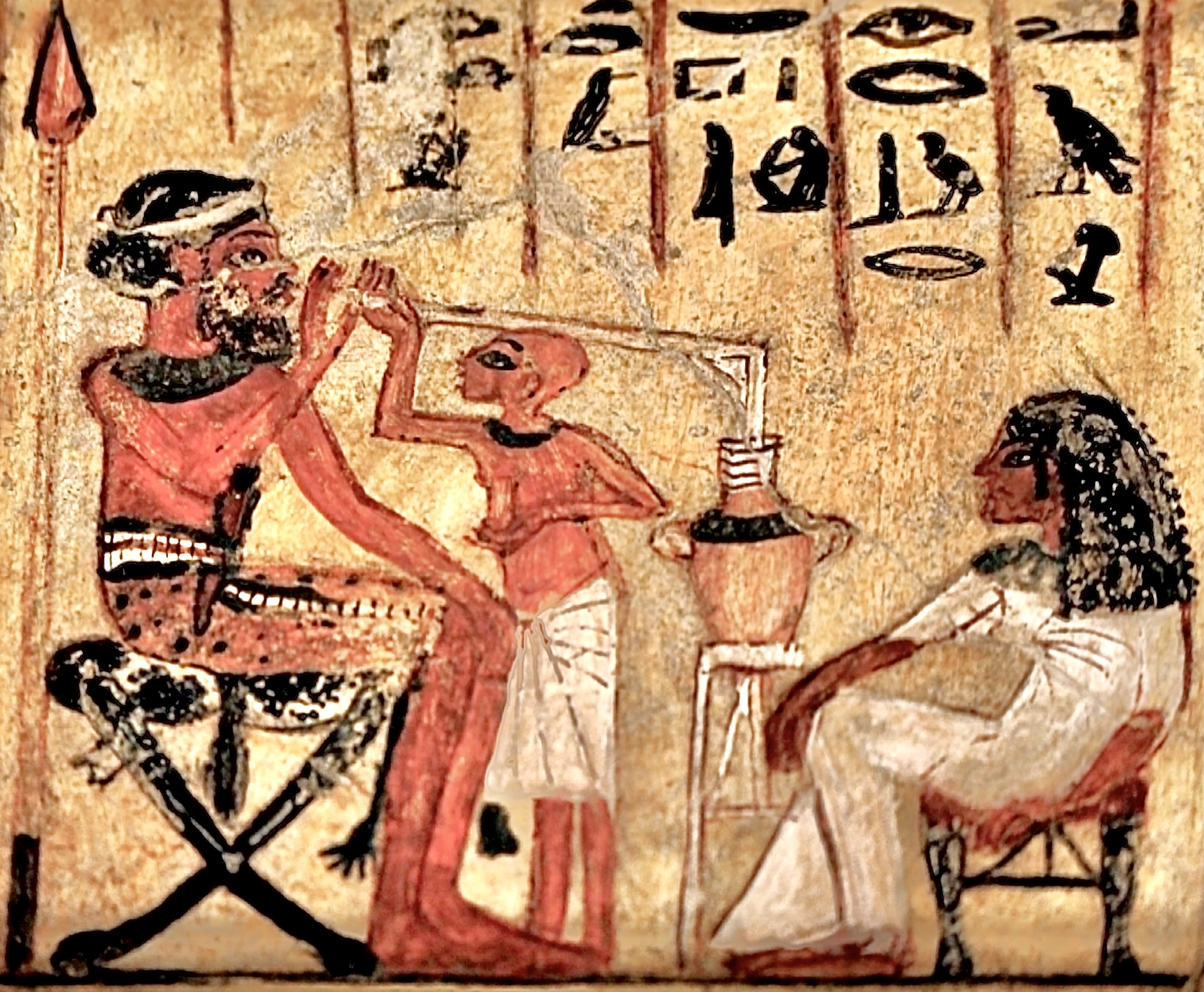
Forntida egyptisk målning, 18:e dynastin, regeringstid av Akhenaton (Amenophis IV), cirka 1300 f.Kr. skildrar användningen av en tidig form av sugrör för att dricka öl. Egyptiska museet i Berlin

Ett sugrör är en avlång cylinder som används vid förtäring av vätska, vanligtvis vid lite festligare sammanhang. Färg, form och material varierar mycket mellan olika fabrikat. De vanligaste sugrören är raka och enfärgade med en lätt böj några centimeter från ena änden för att göra användningen mer ergonomisk. Folktandvården rekommenderar att man använder sugrör när man dricker sura drycker för att förebygga frätskador på tänderna.
Sugrör är ett användbart hjälpmedel för personer med dysfagi, svårigheter med att svälja och tugga.
Man placerar ena änden av sugröret i godtycklig behållare med vätska och för sedan munnen mot den andra ändan. Genom att suga med munnen skapas ett lätt undertryck i cylindern med följd att vätska transporteras upp längs med röret.
Ordet "sugrör" kan beläggas i svenska språket sedan 1855.

## Forntid användning
De första kända sugrören gjordes av sumererna och användes för att dricka öl, förmodligen för att undvika de fasta, osmakliga biprodukterna från jäsning som sjunker till botten. Det äldsta sugröret, som fanns i en sumerisk grav daterad 3 000 f.Kr., var ett guldrör inlagt med den halvädel ultramarin stenen lapis lazuli.